# Marian Oprea
Marian Oprea (n. 6 iunie 1982, Pitești, România) este un fost atlet român, laureat cu argint la Jocurile Olimpice de vară din 2004 de la Atena la proba de triplusalt.

## Carieră
S-a apucat de atletism la vârsta de 12 ani, practicând mai întâi cursa de 90 metri garduri și săritura în lungime. A fost descoperit de antrenoarea Doina Anton, care l-a orientat spre triplusalt. În anul 1999 a cucerit prima sa medalie importantă, bronzul, la Campionatul European de juniori de la Riga. În 2000 a câștigat Campionatul Mondial de juniori de la Santiago de Chile.
În anul 2002 a debutat la seniori, cucerind o medalie de argint la Campionatul European de Sală din 2002. S-a calificat la Jocurile Olimpice de la Atena și a luat medalia de argint cu o săritură la 17,55 m. Un an mai târziu și-a doborât recordul personal cu o săritură la 17,81 metri. În același an a obținut medalia de bronz la Campionatul Mondial de la Helsinki, și la Campionatul European din 2006 a câștigat medalia de bronz.
La Jocurile Olimpice din 2008 s-a clasat pe locul 5. În anul 2009 a fost operat de tendinită patelară la genunchiul stâng. Un an mai târziu a devenit vicecampion european, și la Campionatul European de Sală din 2011 a obținut medalia de bronz.
În anul 2015 a obținut medalia de bronz la Campionatul European de Sală și s-a calificat pentru Jocurile Olimpice din 2016 cu o săritură la 17,02 m realizată din cadrul Campionatului Național.
Marian Oprean este multiplu campioan național și deține recordul național atât în aer liber, cât și în sală. A fost numit cel mai bun atlet român al anului de Federația Română de Atletism în anii 2004, 2005, 2006, 2007, 2008, 2010, 2013 și 2015. În 2004 a primit Ordinul Meritul Sportiv clasa a II-a cu o baretă și municipiul Arad i-a conferit titlul de cetățean de onoare.
În anul 2020 s-a retras din sportul de performanță și a devenit antrenor.

## Realizări

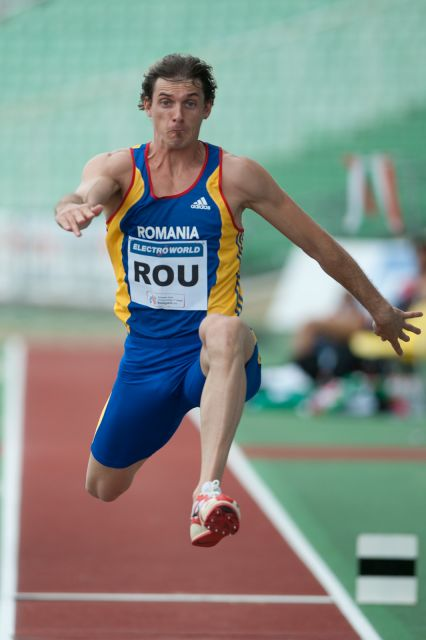
Marian Oprea în 2010

| An   | Competiție                               | Locație                    | Loc | Note    |
| ---- | ---------------------------------------- | -------------------------- | --- | ------- |
| 1999 | Campionatul Mondial de Juniori (sub 18)  | Bydgoszcz, Polonia         | 4   | 15,70 m |
| 1999 | Campionatul European de Juniori (sub 20) | Riga, Letonia              | 3   | 15,98 m |
| 2000 | Campionatul Mondial de Juniori (sub 20)  | Santiago, Chile            | 1   | 16,41 m |
| 2001 | Campionatul European de Juniori (sub 20) | Grosseto, Italia           | 1   | 16,65 m |
| 2001 | Campionatul Mondial                      | Edmonton, Canada           | 13  | 16,62 m |
| 2001 | Universiada                              | Beijing, China             | 2   | 17,11 m |
| 2002 | Campionatul European în sală             | Viena, Austria             | 2   | 17,22 m |
| 2002 | Campionatul European                     | München, Germania          | 14  | 16,47 m |
| 2003 | Campionatul Mondial în sală              | Birmingham, Marea Britanie | 8   | 16,59 m |
| 2003 | Campionatul European de Tineret          | Bydgoszcz, Polonia         | 2   | 17,28 m |
| 2003 | Campionatul Mondial                      | Paris, Franța              | 17  | 16,55 m |
| 2004 | Campionatul Mondial în sală              | Budapest, Ungaria          | 5   | 17,19 m |
| 2004 | Jocurile Olimpice                        | Atena, Grecia              | 2   | 17,55 m |
| 2005 | Campionatul Mondial                      | Helsinki, Finlanda         | 3   | 17,40 m |
| 2006 | Campionatul Mondial în sală              | Moscova, Rusia             | 4   | 17,34 m |
| 2006 | Campionatul European                     | Göteborg, Suedia           | 3   | 17,18 m |
| 2008 | Jocurile Olimpice                        | Beijing, China             | 5   | 17,22 m |
| 2010 | Campionatul European                     | Barcelona, Spania          | 2   | 17,51 m |
| 2011 | Campionatul European în sală             | Paris, Franța              | 3   | 17,62 m |
| 2011 | Campionatul Mondial                      | Daegu, Coreea de Sud       | 15  | 16,61 m |
| 2012 | Campionatul Mondial în sală              | Istanbul, Turcia           | 11  | 16,58 m |
| 2012 | Campionatul European                     | Helsinki, Finlanda         | 19  | 16,17 m |
| 2013 | Campionatul Mondial                      | Moscova, Rusia             | 6   | 16,82 m |
| 2014 | Campionatul Mondial în sală              | Sopot, Polonia             | 3   | 17,21 m |
| 2014 | Campionatul European                     | Zürich, Elveția            | 5   | 16,94 m |
| 2015 | Campionatul European în sală             | Praga, Cehia               | 3   | 16,91 m |
| 2015 | Campionatul Mondial                      | Beijing, China             | 6   | 17,06 m |
| 2016 | Campionatul Mondial în sală              | Portland, Statele Unite    | 10  | 16,27 m |
| 2016 | Campionatul European                     | Amsterdam, Olanda          | 27  | 15,40 m |
| 2016 | Jocurile Olimpice                        | Rio de Janeiro, Brazilia   | –   | FR      |
| 2018 | Campionatul European                     | Berlin, Germania           | 21  | 15,93 m |

## Recorduri personale
| Probă              | Performanță | Dată              | Locație   |
| ------------------ | ----------- | ----------------- | --------- |
| Triplusalt         | 17,81 m RN  | 5 iulie 2005      | Lausanne  |
| Triplusalt în sală | 17,74 m RN  | 18 februarie 2006 | București |